# Indische Cricket-Nationalmannschaft in Sri Lanka in der Saison 2024
Die Tour der indischen Cricket-Nationalmannschaft nach Sri Lanka in der Saison 2024 fand vom 27. Juli bis zum 7. August 2024 statt. Die internationale Cricket-Tour war Bestandteil der Internationalen Cricket-Saison 2024 und umfasste drei One-Day Internationals und drei Twenty20s. Indien gewann die Twenty20-Serie 2–0 und Sri Lanka die ODI-Serie 2–0.

## Vorgeschichte
Indien spielte zuvor eine Tour gegen Simbabwe, für Sri Lanka ist es die erste Tour der Saison. Das letzte Aufeinandertreffen der beiden Mannschaften bei einer Tour fand in der Saison 2022/23 in Indien statt.

## Stadien
Das folgende Stadion wurde für die Tour als Austragungsort vorgesehen und am 11. Juli 2024 bekanntgegeben.
| Stadion                                            | Stadt   | Kapazität | Spiele      |
| -------------------------------------------------- | ------- | --------- | ----------- |
| R. Premadasa Stadium (RPS)                         | Colombo | 35.000    | 1. – 3. ODI |
| Muttiah Muralitharan International Cricket Stadium | Kandy   | 35.000    | 1. – 3. T20 |

## Kaderlisten
Indien benannte seine Kader am 18. Juli 2024.
Sri Lanka benannte seinen Twenty20-Kader am 23. Juli 2024 und seinen ODI-Kader am 30. Juli 2024.
| ODI | ODI | T20 | T20 |
| Sri Lanka | Indien | Sri Lanka | Indien |
| --- | --- | --- | --- |
| - Charith Asalanka (K) - Akila Dananjaya - Asitha Fernando - Avishka Fernando - Wanindu Hasaranga - Chamika Karunaratne - Janith Liyanage - Nishan Madushka - Dilshan Madushanka - Eshan Malinga - Kamindu Mendis - Kusal Mendis (wk) - Pathum Nissanka - Matheesha Pathirana - Sadeera Samarawickrama - Mohamed Shiraz - Maheesh Theekshana - Dunith Wellalage | - Rohit Sharma (K) - Shubman Gill (VK) - Khaleel Ahmed - Shivam Dube - Shreyas Iyer - Virat Kohli - Rishabh Pant (wk) - Riyan Parag - Axar Patel - KL Rahul (wk) - Harshit Rana - Arshdeep Singh - Mohammed Siraj - Washington Sundar - Kuldeep Yadav | - Charith Asalanka (K) - Dushmantha Chameera - Dinesh Chandimal (wk) - Asitha Fernando - Avishka Fernando - Binura Fernando - Wanindu Hasaranga - Dilshan Madushanka - Kamindu Mendis - Kusal Mendis (wk) - Ramesh Mendis - Pathum Nissanka - Matheesha Pathirana - Kusal Perera (wk) - Dasun Shanaka - Maheesh Theekshana - Nuwan Thushara - Dunith Wellalage - Chamindu Wickramasinghe | - Suryakumar Yadav (K) - Shubman Gill (VK) - Khaleel Ahmed - Ravi Bishnoi - Shivam Dube - Yashasvi Jaiswal - Hardik Pandya - Rishabh Pant (wk) - Riyan Parag - Axar Patel - Sanju Samson (wk) - Arshdeep Singh - Rinku Singh - Mohammed Siraj - Washington Sundar |

## Twenty20 Internationals

### Erstes Twenty20 in Kandy
| 27. Juli Scorecard | Kandy (MMS) | Indien 213-7 (20)          | – | Sri Lanka 170 (19.2) |
|                    |             | Indien gewinnt mit 43 Runs |   |                      |

Sri Lanka gewann den Münzwurf und entschied sich als Feldmannschaft zu beginnen. Für Indien begannen Yashasvi Jaiswal und Shubman Gill. Gill erzielte 34 Runs und Jaiswal schied kurz darauf nach 40 Runs aus. Daraufhin formten Suryakumar Yadav und Rishabh Pant eine weitere Partnerschaft. Yadav gelang ein fifty über 58 Runs und Pant 49 Runs. Von den verbliebenen Battern erreichte Axar Patel 10* Runs bis zum Ende des inning sund erhöhte so die Vorgabe auf 214 Runs. Bester sri-lankischer Bowler war Matheesha Pathirana mit 4 Wickets für 40 Runs. Für Sri Lanka bildeten die Eröffnungs-Batter Pathum Nissanka und Kusal Mendis eine Partnerschaft. Mendis erzielte 45 Runs und wurde gefolgt durch Kusal Perera. Nissanka schied nach einem Fifty über 79 Runs aus, woraufhin Kamindu Mendis ins Spiel kam. Perera erreichte 20, Mendis 12 Runs, jedoch gelang es den verbliebenen Battern nicht die Vorlage einzuholen. Bester indischer Bowler war Riyan Parag mit 3 Wickets für 5 Runs. Als Spieler des Spiels wurde Suryakumar Yadav ausgezeichnet.

### Zweites Twenty20 in Kandy
| 28. Juli Scorecard | Kandy (MMS) | Sri Lanka 161-9 (20)                      | – | Indien 81-3 (6.3/8) |
|                    |             | Indien gewinnt mit 7 Wickets (D/L method) |   |                     |

Indien gewann den Münzwurf und entschied sich als Feldmannschaft zu beginnen. Für Sri Lanka formten die Eröffnungs-Batter Pathum Nissanka und Kusal Mendis eine Partnerschaft. Mendis erreichte 20 Runs und wurde gefolgt durch Kusal Perera. Nissanka gelangen 32 Runs, woraufhin Kamindu Mendis aufs Feld kam, der 26 Runs erzielte. Perera schied nach einem Fifty über 53 Runs aus, in dessen Folge Charith Asalanka und Ramesh Mendis eine weitere Partnerschaft formten. Asalanka erzielte 14 und Mendis verlor das letzte Wicket des Innings mit dem letzten Ball nach 12 Runs. Damit erhöhte sich die Vorgabe auf 162 Runs. Bester indischer Bowler war Ravi Bishnoi mit 3 Wickets für 26 Runs. Das indische Innings wurde nach 3 Bällen durch Regen unterbrochen. Nachdem es wieder aufgenommen worden war, erhielt Indien eine Vorgabe von 78 Runs aus 8 Overn. Für sie bildeten dann Eröffnungs-Batter Yashasvi Jaiswal und der dritte Schlagmann Suryakumar Yadav eine Partnerschaft. Yadav erreichte 26 Runs und wurde durch Hardik Pandya ersetzt. Jaiswal verlor daraufhin sein Wicket seit 30 Runs und Pandya übertraf nach 22* Runs die Vorgabe im siebten Over. Die sri-lankischen Wickets erzielten Maheesh Theekshana, Matheesha Pathirana und Wanindu Hasaranga. Als Spieler des Spiels wurde Ravi Bishnoi ausgezeichnet.

### Drittes Twenty20 in Kandy
| 30. Juli Scorecard | Kandy (MMS) | Indien 137-9 (20) / 4-0 (0.1)                 | – | Sri Lanka 137-8 (20) / 2-2 (0.4) |
|                    |             | Unentschieden (Indien gewinnt mit Super Over) |   |                                  |

Sri Lanka gewann den Münzwurf und entschied sich als Feldmannschaft zu beginnen. Für Indien bildeten die Eröffnungs-Batter Yashasvi Jaiswal und Shubman Gill eine Partnerschaft. Jaiswal erreichte 10 Runs und an der Seite von gill erreichte Shivam Dube 13 Runs. Nachdem Riyan Parag aufs Feld gekommen war, schied Gill nach 39 Runs aus. Er wurde gefolgt von Washington Sundar. Parag gelangen 26 Runs und Sundar verlor zwei Bälle vor Schluss des Innings sein Wicket nach 25 Runs und so endete das Innings mit einer Vorgabe von 138 Runs für Sri Lanka. Bester sri-lankischer Bowler war Maheesh Theekshana mit 3 Wickets für 28 Runs. Für Sri Lanka formten die Eröffnungs-Batter Pathum Nissanka und Kusal Mendis eine Partnerschaft. Nissanka erzielte 26 Runs und wurde gefolgt durch Kusal Perera. Mendis schied nach 43 Runs aus und Perera konnte 46 Runs erzielen, doch gelang es den verbliebenen Battern lediglich die Run-Zahl der indischen Batter auszugleichen. Beste indische Bowler mit jeweils zwei Wickets waren Rinku Singh (für 3 Runs), Suryakumar Yadav (für 5 Runs), Washington Sundar (für 23 Runs) und Ravi Bishnoi (für 38 Runs). Damit folgte das Super Over. Hier konnte Washington Sundar zwei Wickets erzielen und so Sri Lanka auf 2 Runs beschränken. Suryakumar Yadav erzielte mit dem ersten Ball vier Runs und beendete so das Spiel mit einem Sieg für Indien. Als Spieler des Spiels wurde Washington Sundar ausgezeichnet.

## One-Day Internationals

### Erstes ODI in Colombo
| 2. August Scorecard | Colombo (RPS) | Sri Lanka 230-8 (50) | – | Indien 230 (47.5) |
|                     |               | Unentschieden        |   |                   |

Sri Lanka gewann den Münzwurf und entschied sich als Schlagmannschaft zu beginnen. Für sie bildete Eröffnungs-Batter Pathum Nissanka zusammen mit dem dritten Schlagmann Kusal Mendis eine Partnerschaft. Mendis erzielte 14 Runs und der ihm folgende Charith Asalanka ebenfalls. Nachdem Janith Liyanage aufs Feld gekommen war, schied Nissanka nach einem Fifty über 56 Runs aus. Daraufhin kam Dunith Wellalage aufs Feld und Liyanage gelangen 20 Runs. Der daraufhin ins Spiel kommende Wanindu Hasaranga erreichte 24 und Akila Dananjaya 17 Runs. Wellalage beendete das Innings mit 67* Runs und erhöhte so die Vorgabe auf 231 Runs. Beste indische Bowler waren Axar Patel mit 2 Wickets für 33 Runs und Arshdeep Singh mit 2 Wickets für 47 Runs. Für Indien formten die Eröffnungs-Batter Rohit Sharma und Shubman Gill eine Partnerschaft. Gill schied nach 16 Runs aus, woraufhin Virat Kohli ins Spiel kam. Sharma gelang ein Fifty über 58 Runs, bevor Shreyas Iyer aufs Feld kam. Kohli verlor in der Folge sein Wicket nach 24 Runs und Iyer nach 23. Die folgende Partnerschaft wurde durch KL Rahul und Axar Patel geformt. Rahul erreichte 31 Runs und Patel 33 Runs. Shivam Dube erzielte daraufhin 25 Runs, doch als er sein Wicket verlor, fiel kurz darauf auch das letzte Wicket und Indien verpasste den Sieg um einen Run, womit das Spiel als Unentschieden endete. Beste sri-lankische Bowler waren Charith Asalanka mit 3 Wickets für 30 Runs und Wanindu Hasaranga mit 3 Wickets für 58 Runs. Als Spieler des Spiels wurde Dunith Wellalage ausgezeichnet.

### Zweites ODI in Colombo
| 4. August Scorecard | Colombo (RPS) | Sri Lanka 240-9 (50)          | – | Indien 208 (42.2) |
|                     |               | Sri Lanka gewinnt mit 32 Runs |   |                   |

Sri Lanka gewann den Münzwurf und entschied sich als Schlagmannschaft zu beginnen. Für sie bildete Eröffnungs-Batter Avishka Fernando zusammen mit dem dritten Schlagmann Kusal Mendis eine Partnerschaft. Fernando erreichte 40 und Mendis 30 Runs. Ihnen folgte Sadeera Samarawickrama und Charith Asalanka. Samarawickrama gelangen 14 Runs und dem hineinkommenden Janith Liyanage 12 Runs. Ein ball später schied auch Asalanka nach 25 Runs aus, woraufhin Dunith Wellalage und Kamindu Mendis eine Partnerschaft formten. Wellalage konnte 39 Runs erreichen und wurde durch Akila Dananjaya gefolgt. Mendis schied mit dem vorletzten Ball nach 40 Runs aus und Dananjaya mit dem letzten nach 15 Runs und so endete das Innings mit einer Vorgabe von 241 Runs. Bester indischer Bowler war Washington Sundar mit 3 Wickets für 30 Runs. Für Indien begannen Rohit Sharma und Shubman Gill. Sharma erzielte ein Fifty über 64 Runs und wurde gefolgt durch Virat Kohli. Gill erreichte 35 Runs und Kohli schied nach 14 Runs aus. In der Folge bildete Axar Patel eine Partnerschaft mit Washington Sundar. Patel verlor sein Wicket nach 44 Runs und Sundar kurz darauf nach 15 Runs. Das letzte Wicket fiel dann im 43 Over, ohne das Indien die Vorgabe gefährden konnte. Beste sri-lankische Bowler waren Jeffrey Vandersay mit 6 Wickets für 33 Runs und Charith Asalanka mit 3 Wickets für 20 Runs. Als Spieler des Spiels wurde Jeffrey Vandersay ausgezeichnet.

### Drittes ODI in Colombo
| 7. August Scorecard | Colombo (RPS) | Sri Lanka 248-7 (50)           | – | Indien 138 (26.1) |
|                     |               | Sri Lanka gewinnt mit 110 Runs |   |                   |

Sri Lanka gewann den Münzwurf und entschied sich als Schlagmannschaft zu beginnen. Für sie begannen die Eröffnungs-Batter Pathum Nissanka und Avishka Fernando. Nissanka erzielte 45 Runs und wurde durch Kusal Mendis ersetzt. Fernando konnte dann ein Fifty über 96 Runs erreichen und nachdem Charith Asalanka 10 Runs beigefügt hatte, bildete Kusal Mendis eine weitere Partnerschaft mit Kamindu Mendis. Kusal Mendis schied im vorletzten Over nach einem Fifty über 59 Runs aus, während Kamindu Mendis das Innings ungeschlagen mit 23* Runs beendete. Bester indischer Bowler war Riyan Parag mit 3 Wickets für 54 Runs. Für Indien formte Eröffnungs-Batter Rohit Sharma zusammen mit dem dritten Schlagmann Virat Kohli eine Partnerschaft. Sharma gelangen 35 Runs und Kohli 20 Runs. Riyan Parag konnte daraufhin 15 Runs erzielen und Washington Sundar 30 Runs, bevor das letzte Wicket im 27. Over fiel und Indien die Vorgabe nicht gefährden konnte. Bester sri-lankischer Bowler war Dunith Wellalage mit 5 Wickets für 27 Runs. Als Spieler des Spiels wurde Avishka Fernando ausgezeichnet.

## Auszeichnungen

### Player of the Series
Als Player of the Series wurden der folgende Spieler ausgezeichnet.
| Serie    | Player of the Series |
| -------- | -------------------- |
| ODI      | Dunith Wellalage     |
| Twenty20 | Suryakumar Yadav     |

### Player of the Match
Als Player of the Match wurden die folgenden Spieler ausgezeichnet.
| Spiel       | Player of the Match |
| ----------- | ------------------- |
| 1. ODI      | Dunith Wellalage    |
| 2. ODI      | Jeffrey Vandersay   |
| 3. ODI      | Avishka Fernando    |
| 1. Twenty20 | Suryakumar Yadav    |
| 2. Twenty20 | Ravi Bishnoi        |
| 3. Twenty20 | Washington Sundar   |